# عماد خلیلی
عماد خلیلی (عربی: عماد خليلي؛ زادهٔ ۳ آوریل ۱۹۸۷) بازیکن فوتبال اهل سوئد است.
از باشگاه‌هایی که در آن بازی کرده است می‌توان به باشگاه فوتبال نورشوپینگ، باشگاه فوتبال هامارابی، باشگاه فوتبال شانگهای اس‌آی‌پی‌جی، باشگاه فوتبال راندرس، باشگاه فوتبال الشباب عربستان سعودی، باشگاه ورزشی بنی یاس و باشگاه فوتبال هلسینگبورگس اشاره کرد.
وی همچنین در زیر ۲۱ سال سوئد بازی کرده است.